# تاریخ یهودیان در ازبکستان

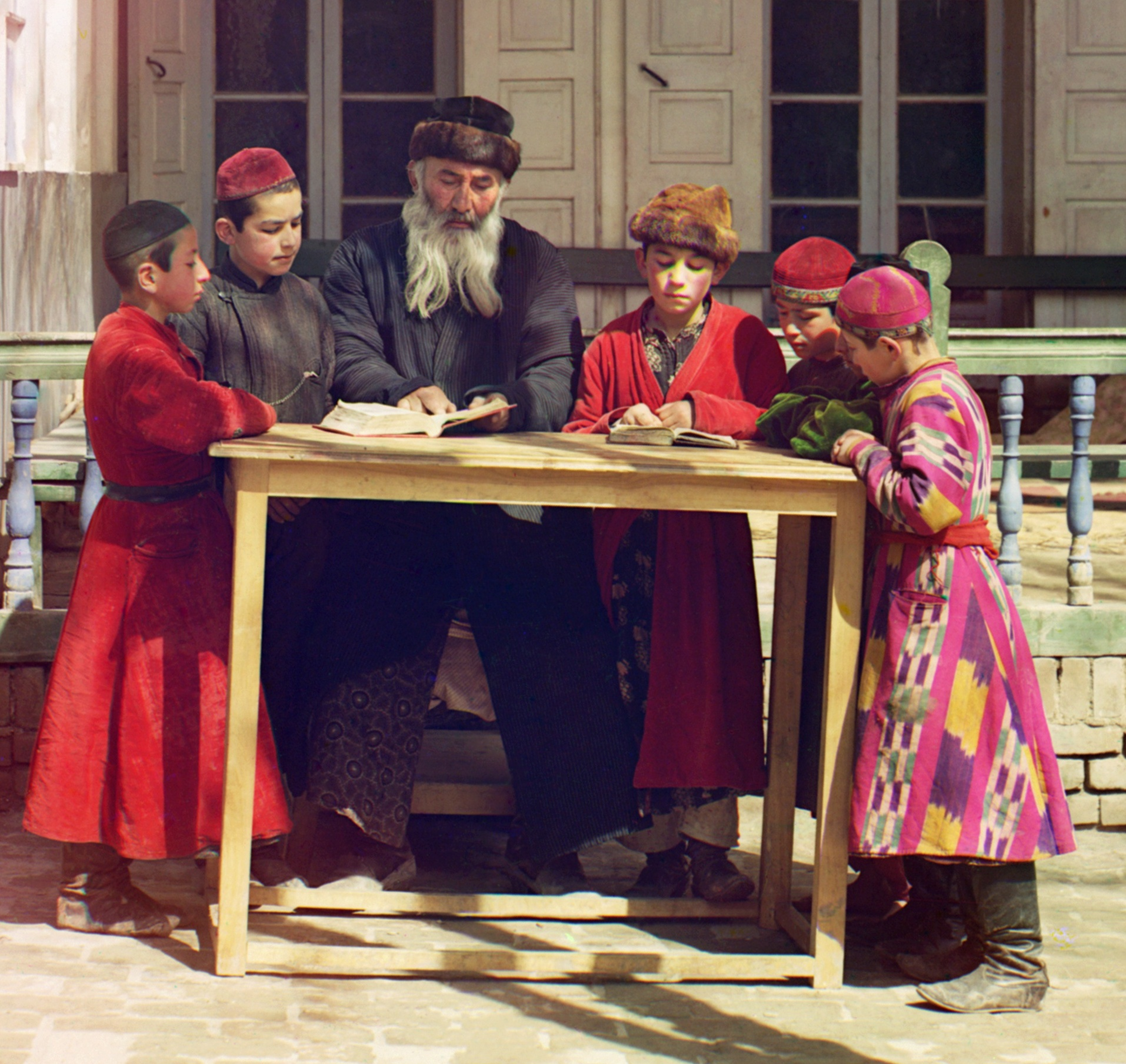
کودکان یهودی با معلم خود در سمرقند. عکس گرفته شده توسط سرگئی پروکودین-گورسکی ، زمانی میان سالهای ۱۹۰۹ و ۱۹۱۵.

یهودیان ازبک دو جامعه متمایز دارند: یهودیان سنتی و مذهبی‌تر بخارایی و یهودیان اروپایی اشکنازی تبعید شده.
در سال ۱۹۸۹ در ازبکستان ۹۴۹۰۰ یهودی زندگی می‌کردند اما کمتر از ۵۰۰۰ نفر در سال ۲۰۰۷ باقی مانده بودند (بیشتر آنها در تاشکند هستند).
در ازبکستان ۱۲ کنیسه وجود دارد.

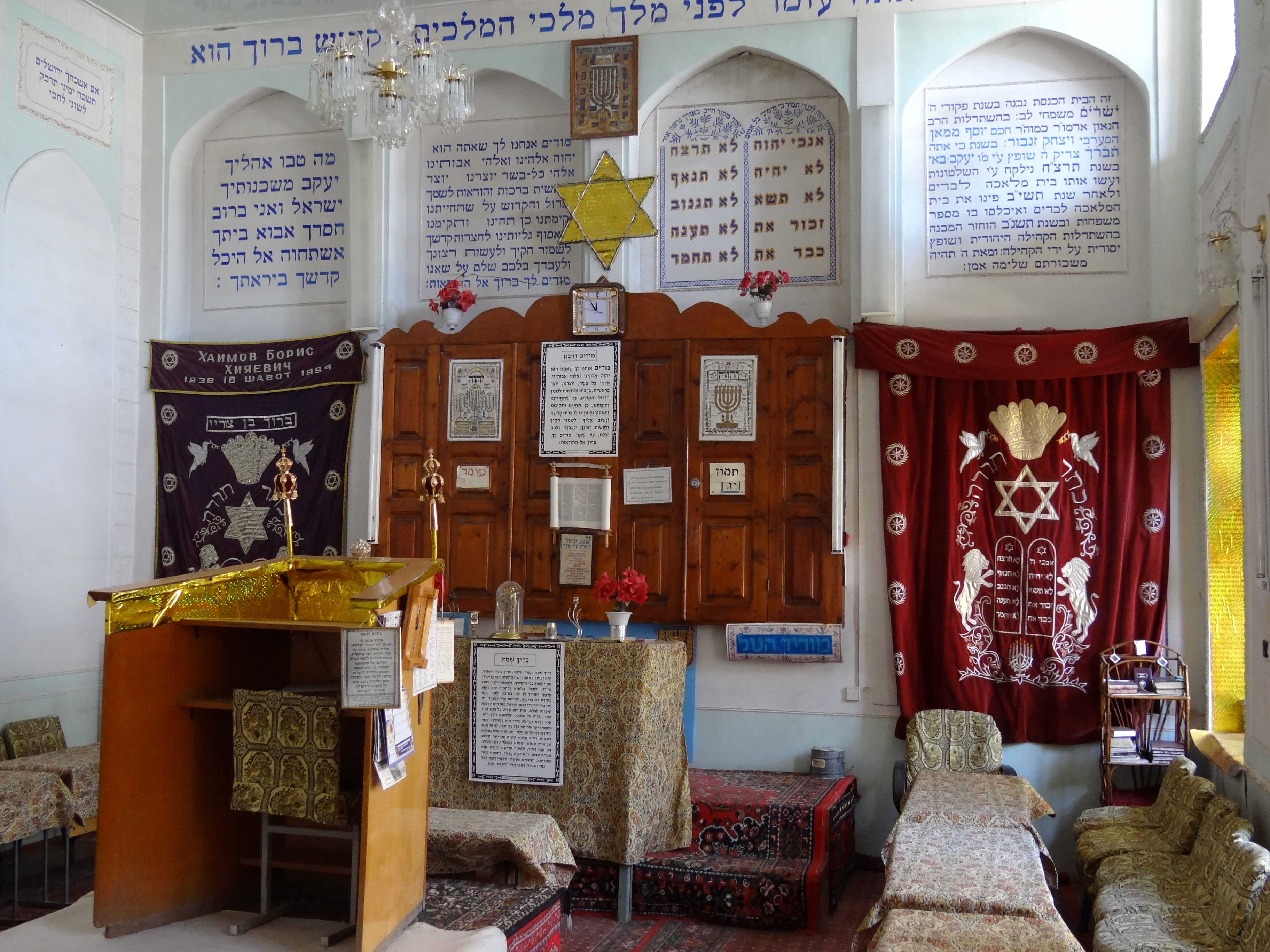
فضای داخلی کنیسه بخارا

بیشتر یهودیان ازبکستان به دلیل مهاجرت یهودیان بخارایی به اسرائیل و ایالات متحده اکنون اشکنازی هستند.

## جامعه یهودی فرغانه
سمیون عبدوراخمانوف رئیس جامعه یهودیان فرغانه است. در دره فرغانه شش کنیسه وجود دارد. در فرغانه، نمنگان و کوکند چند صد یهودی زندگی می‌کنند که حدود ۸۰۰ نفر از آنها در این منطقه زندگی می‌کنند. عبدالرحمان اف گفته‌است که بزرگترین مشکلی که جامعه یهودیان ازبک با آن روبرو هستند، اقتصاد است.
در جریان قتل‌عام اندیجان در ماه مه ۲۰۰۵، سفارت اسرائیل در تاشکند از عبدوراخمانوف خواست که فهرستی از یهودیان "درصورت نیاز به انتقال به اسرائیل " تهیه کند.

## جمعیت‌شناسی تاریخی
جمعیت یهودیان ازبکستان (که آن زمان به نام جمهوری شوروی سوسیالیستی ازبکستان شناخته می‌شد) میان سالهای ۱۹۲۶ و ۱۹۷۰ تقریباً سه برابر شد، سپس بین سالهای ۱۹۷۰ و ۱۹۸۹ به آرامی کاهش یافت، و از سال ۱۹۸۹، زمانی که سقوط کمونیسم شروع شد، بسیار سریعتر کاهش یافت. طبق سرشماری شوروی، در سال ۱۹۷۰، ۱۰۳۰۰۰ یهودی در ازبکستان زندگی می‌کردند.
میان سالهای ۱۹۸۹ و ۲۰۰۲، بیش از نود درصد از جمعیت یهودی ازبکستان ازبکستان را ترک کرده و به کشورهای دیگر، عمدتاً به اسرائیل نقل مکان کردند.